# Bommerskonten
Bommerskonten of Bommerskonte is een fictieve plaatsnaam van een dorp of stad in Vlaanderen. Het wordt meestal als een negatief begrip gebruikt en kan dus een pejoratief genoemd worden.
Als men het over "Bommerskonten" heeft in Vlaanderen, gaat het meestal over iets dat nergens vandaan komt en dus onbelangrijk of waardeloos is. Personen of dingen kunnen worden bekritiseerd door te zeggen dat ze uit "Bommerskonten" komen: een onbestaande, onbelangrijke, achtergestelde, amper bekende locatie.
In Veurne-Ambacht wordt "hij is van Bommelaerskonte" nog gezegd in de betekenis van 'van ergens onbepaalds, ver weg'. Het is een lokale variant, geënt op een beter bekend lokaal begrip: de Bommelarevaart, een waterloop die langs Booitshoeke en Wulpen richting Nieuwpoortvaart loopt. (cfr Biekorf, ts., 2009, Vraagwinkel)

## Voorbeelden
Hieronder drie voorbeeldzinnen om te tonen hoe het begrip "Bommerskonten" in een uitspraak gebruikt kan worden:
Of die vuilniszak nu uit Brussel, New York of Bommerskonten komt, ik wil dat hij verwijderd wordt.
"Bommerskonten" wordt hierbij gebruikt als een plek die "overal en nergens" ligt. De oorsprong van het object doet er niet toe. Of het nu uit grote belangrijke steden als New York of Brussel komt of uit een gehucht als Bommerskonten, het object moet verwijderd worden.
Die waterleiding werd door loodgieters uit Bommerskonten in elkaar gestoken.
Die artiest is zo slecht dat hij alleen in Bommerskonten en omstreken succes heeft.
"Bommerskonten" is in deze context een "achtergestelde, amper bekende locatie".

## Bommerskonten in de Vlaamse cultuur
- In de Suske en Wiskealbums De tuf-tuf-club, De ijzeren schelvis en in het parodiealbum De Vroem-Vroem-Club wordt het dorp 'Kommersbonten' opgevoerd, een spoonerisme van Willy Vandersteen op "Bommerskonten".
- Het dorp wordt vermeld in het Suske en Wiske album Lambik Baba (1991) als "Nederoverheembeeksebommerskonten".
- De Antwerpse groep De Strangers nam in 1968 een plaat op die D'harmonie van Boemmerskonte heette.
- De groep Vuile Mong en zijn Vieze Gasten nam in 1978 een plaat op die "Bommerskonten" heette.
- Dichter Stefaan Van den Bremt publiceerde ooit de bundel "Bommerskonten".
- De Antwerpse komische zanger Frans Lamoen (1876-1954) nam ooit een lied op dat "De Bus van Bommerskonten" heette.
- De Vlaams auteur Jos Knaeps schreef een licht erotische pastorale: De roddeltantes van Bommerskonten.

Het woord Bommelskonten zat in het Groot Dictee der Nederlandse Taal 2009. Het baarde opzien aangezien niet veel deelnemers ervan gehoord hadden.

## Waals equivalent
In Wallonië is Outsiplou de fictieve plaats die gebruikt wordt als plek die "overal en nergens" ligt.

## Noord-Nederlands equivalent
In Nederland spreekt men van Bommelskont, bedacht door de arts Salomon van Rusting, die leefde van 1652 tot 1709. Hij gebruikte de naam in platte gedichten voor plekken waar het niet goed toeven is. Varianten als Bommelskonten en het vriendelijker klinkende Bommeltjeskonten komen ook voor. In Breda en omstreken had men het over Bobbelskonten. De betekenis is vrijwel gelijk aan die van de Vlaamse versie.
Op de kaart die Diederik Zijnen in 1760 tekende van de heerlijkheid Tilburg en Goirle voor zijn opdrachtgever Gijsbertus Steenbergensis, graaf van Hogendorp en Hofwegen, staat het toponiem Bommels Konte getekend, ongeveer ter hoogte van het huidige industrieterrein Kraaiven.